# 1774.
◄ | 17. stoljeće | 18. stoljeće | 19. stoljeće | ►
◄ | 1740-ih | 1750-ih | 1760-ih | 1770-ih | 1780-ih | 1790-ih | 1800-ih | ►
◄◄ | ◄ | 1771. | 1772. | 1773. | 1774. | 1775. | 1776. | 1777. | ► | ►►
Arhitektura • Astronomija • Biologija • Glazba • Kazalište • Kemija • Kiparstvo • Knjige • Književnost • Kršćanstvo • Medicina • Politika • Pravo • Promet • Slikarstvo • Znanost

## Događaji
- 5. rujna –  U Philadelphiji je počeo prvi kontinentalni kongres sjevernoameričkih kolonija Velike Britanije na kojem su izaslanici učvrstili odbijanje londonskoga carinskog zakona i pozvali na nastavak bojkota britanske robe. Takvi će odnosi dovesti 1775. godine do početka američkog rata za neovisnost.

## Smrti
- 21. siječnja – Mustafa III., turski sultan (* 1717.)
- 25. travnja – Anders Celsius, švedski fizičar i astronom (* 1701.)
- 10. svibnja – Luj XV., kralj Francuske (* 1710.)

## Vanjske poveznice
|  | Zajednički poslužitelj ima još gradiva o temi 1774. |